# Loek de Levita
Louis Salomon (Loek) de Levita (Amsterdam, 7 april 1930 – aldaar, 6 december 2004) was een Nederlandse televisieproducent die programma's als De Fabeltjeskrant, Paulus de boskabouter en Bolke de Beer heeft geproduceerd, deels in hechte samenwerking met Thijs Chanowski. De Levita was directeur van Chanowski Productions. Ook maakte hij in 1981 een documentaire: Drie Gebroeders. Tevens produceerde hij diverse internationale documentaires en televisieprogramma's voor onder meer de BBC.
Aanvankelijk was De Levita werkzaam in de textielhandel. Voor zijn werk als televisieproducent werd hij geridderd. Als directeur van De Levita Productions werd hij opgevolgd door zijn zoon Robin. Hij is ook de vader van de televisie- en filmproducent Alain de Levita.
De Levita was getrouwd met Merel Laseur, danseres en later journaliste, met wie hij een tweeling had (1959).